# Копенхагенски университет
Копенхагенският университет (на датски: Københavns Universitet) е най-старият университет и научна институция в Дания. Основан е през 1479 г. и е второто най-старо висше учебно заведение в Скандинавия след университетът в Упсала. В него се учат общо 38 615 студенти (2017 г.) и работят над 9000 души. Организиран е общо в шест факултета и около сто департамента и изследователски центрове.
Университетът разполага с четири кампуса, разположени из Копенхаген, като дирекцията се намира в централната част на града. Повечето от лекции са на датски език, но много от тях се провеждат и на английски език. В университетът се учат няколко хиляди чуждестранни студенти, около половината от които са от Скандинавските страни.
Копенхагенският университет е член на Международния алианс на изследователските университети, заедно с Кеймбриджкия университет, Йейлския университет, Оксфордския университет, Калифорнийския университет, Бъркли и други. Академичната класация на световните университети през 2016 г. нарежда Копенхагенския университет на 30-о място в света и първо място в Скандинавия, макар други класации да го поставят доста по-ниско. Към октомври 2019 г. университетът е свързван с 39 нобелови лауреати и един лауреат на награда Тюринг.

## История
Университетът е основан през 1479 г. и е най-старото висше учебно заведение в Дания. В периода между затварянето на университета в Лунд през 1536 г. и основаването на Орхуския университет в края на 1920-те години, това е единственият университет в Дания. Той става център на римокатолическото теологично учение, но разполага и с факултети по право, медицина и философия.
Църквата затваря университета през 1531 г., за да спре разпространението на протестантството. През 1537 г. Кристиан III го отваря наново след лутеранската реформа в страната и го превръща в евангелистко-лутеранска семинария. Между 1675 и 1788 г. университетът въвежда изпити за получаване научна степен във всички факултети.
През 1807 г. британският флот бомбардира Копенхаген, унищожавайки повечето от университетските сгради. Към 1836 г. е открита новата главна сграда на университета. След това са основани университетската библиотека (днес част от Кралската библиотека), геоложкият музей, ботаническата градина и техническият колеж. Между 1842 и 1850 г. факултетите са преструктурирани. Първата студентка е записана през 1877 г.
В периода 1960 – 1980 г. университетът претърпява експлозивен растеж. Броят на студентите се увеличава от около 6000 през 1960 г. до около 26 000 през 1980 г., като това е съпроводено с увеличаване на научния персонал.
През 2003 г. преразглеждането на датския закон за университетите премахва преподавателите, служителите и студентите от процеса за вземане на решения на университета, създавайки йерархична структура, описвана като абсолютна монархия, тъй като ръководителите получават голяма власт, самите те бидейки назначавани единствено от по-високите нива в организацията.
През януари 2007 г. Кралският ветеринарен и селскостопански университет и Датският университет по фармацевтична наука са включени в състава на Копенхагенския университет и са организирани като един факултет.